# بادقپک لانه‌خوراکی
بادقپک لانه‌خوراکی یا بادقپک آشیانه‌سپید (نام علمی: Aerodramus fuciphagus)، پرنده کوچکی از خانواده بادخورکان است که در جنوب شرق آسیا یافت می‌شود. لانه پرنده مات و سفید آن منحصراً از بزاق جامد ساخته شده است و ماده اصلی برای سوپ لانه پرنده خوراکی، یک غذای لذیذ از غذاهای چینی است.
وزن آن ۱۵ تا ۱۸ گرم و بال‌ها بلند و باریک است. در پرواز، بال‌های عقبی گرد و شبیه هلال ماه هستند.
این گونه در آندامان‌ها، سواحل جنوب شرق آسیا و در مجمع‌الجزایر اندونزی یافت می‌شود. دامنه آن بسیار گسترده اما بسیار پراکنده است.

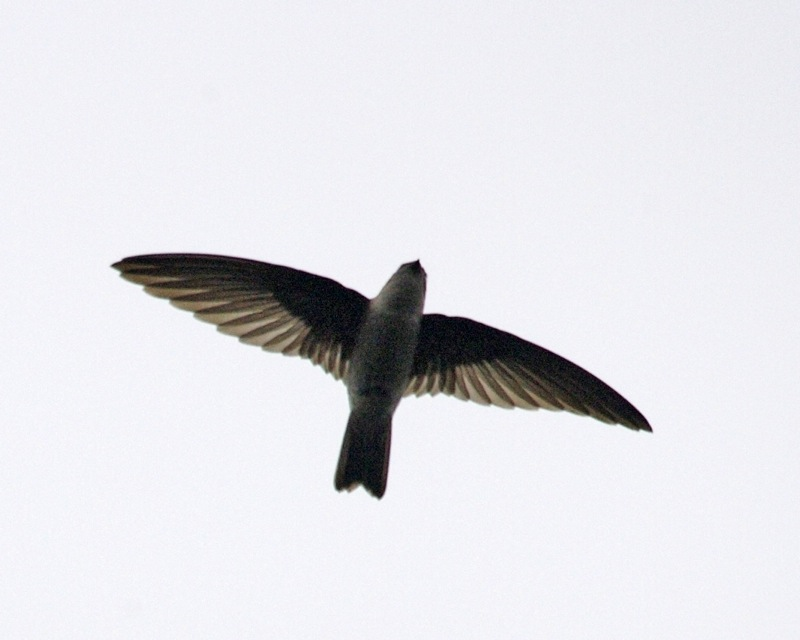
در پرواز

بادقپک لانه‌خوراکی در طیف گسترده‌ای از زیستگاه‌ها از مناطق ساحلی گرفته تا کوه‌ها تغذیه می‌کنند که تا ارتفاع ۲۸۰۰ متری از سطح دریا در سوماترا و بورنئو وجود دارد. این پرندگان عموماً در بالای جنگل‌ها، لبه جنگل، و همچنین در مناطق باز وجود دارند.
اندازه آن حدود ۶ سانتی‌متر پهنا با عمق ۱٫۵ سانتی‌متر و وزن حدود ۱۴ گرم است. دو تخم سفید بیضی‌مانند و غیربراق گذاشته می‌شود.

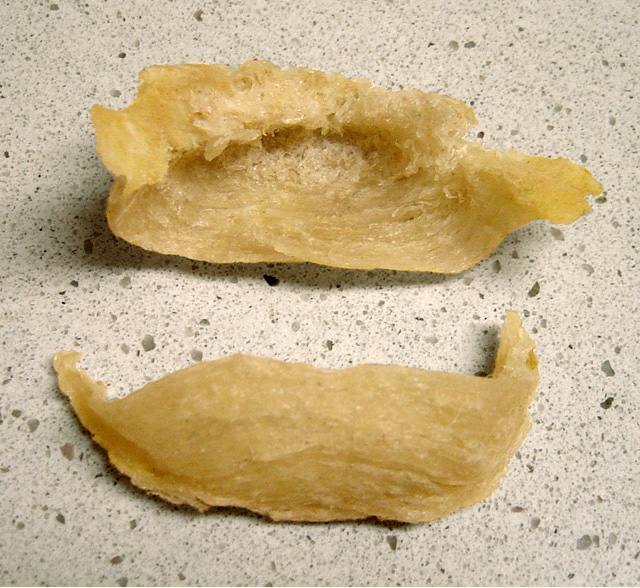
لانه پیش از استفاده در سوپ لانه پرنده

در اندونزی و مالزی، «کشاورزی» لانه‌ها در سازه‌های ساخته‌شده یا خانه‌های خالی قدیمی با «پخش صوت» هایی که صداهای ضبط‌شده پرندگان را روی پشت‌بام پخش می‌کنند، انجام می‌شود تا بادقپک‌ها را جذب کنند. در مناطق شهری، به دلیل صدای بلند پرندگان و مدفوع پرندگان، ممکن است این گونه «خانه‌های پرنده» برای همسایگان آزاردهنده تلقی شود.